# وفيات مناهضي اللقاح جراء كوفيد-19
تشمل التغطية الإعلامية لجائحة فيروس كورونا (كوفيد-19) الإبلاغ عن وفيات مناهضي لقاحات كوفيد-19 باعتبارها ظاهرة حدثت خلال جائحة كوفيد-19. ذكرت وسائل الإعلام أيضًا منشورات توثق مثل هذه الوفيات على مواقع الويب المختلفة، وتساءلت بعض المنافذ عما إذا كانت هذه الممارسة عديمة التعاطف. أشارت التقارير إلى ظواهر تشمل «تحول الرأي على فراش الموت»، إذ ورد أن معارضي اللقاح غيروا رأيهم وبدأوا يحثون الناس على التلقيح قبل موتهم، مع مواجهة هذه الادعاءات بالشكوك المستمرة من قبل معارضي التلقيح؛ بالإضافة إلى تقارير مجموعات الوفيات ضمن فئات سكانية محددة، مثل مضيفي الراديو المناهضين للقاحات.

## التقرير عن الظاهرة
أشارت العديد من التقارير الإخبارية في عام 2021 إلى حالات توفي فيها الأشخاص الذين وُصفوا بأنهم ناشطون مناهضون للتلقيح -إذ عارضوا استخدام لقاح كوفيد-19- جراء الإصابة بكوفيد-19. مثلًا، نقلت صحيفة ذا هل تقريرًا حول وفاة ماركوس لامب، وهو مبشر تلفازي أمريكي يبلغ من العمر 64 عامًا، بالقول إن «زعيمًا آخر في الفضاء الإعلامي المحافظ توفي بسبب كوفيد-19 وتمثل وفاته اتجاهًا متزايدًا لمناهضي اللقاحات ذوي التفكير المماثل والذين أصبحوا أنفسهم ضحيةً للفيروس». أشارت صحيفة واشنطن بوست إلى أن «الإنترنت كان بمثابة مقبرة مليئة بقصص الوفيات لأفراد غير ملقحين، والتي تشكل أغلب حالات ضحايا الوباء الحاليين». تسرد مجموعة من مواقع الويب أو منافذ التواصل الاجتماعي مثل هذه الوفيات، بما في ذلك «موقع ويب يسمى سوري آنتيفاكسار، والذي يصنف وفيات كوفيد-19 للأشخاص الذين أعلنوا علنًا رفضهم للقاح»، بالإضافة إلى «حساب كوفيديوت ديثز على تويتر، [و]منتدى ريديت الذي ابتكر جائزة هيرمان كاين». أشار مقال صحيفة ذا هل حول وفاة المبشر التلفازي إلى ثلاث شخصيات إعلامية أخرى توفّت بسبب المرض، ووصفهم بأنهم «قادة إعلاميون محافظون أصيبوا بكوفيد-19 وتوفّوا في النهاية بسبب الفيروس بعد رفضهم أخذ اللقاح ودعمهم الخطابات المناهضة للقاح».

## الإبلاغ عن حالات تحول الرأي على فراش الموت
أفادت مجموعة من وسائل الإعلام عن حالات تحول الرأي على فراش الموت لمعارضي التلقيح أو أقرانهم، إذ استغل بعض المرضى أيامهم وساعاتهم الأخيرة لحث متابعيهم وأحبائهم على أخذ اللقاح. مثلًا، ذكرت صحيفة ذا هل أنه عندما أصيب أحد مذيعي البرامج الإذاعية المناهضة للقاحات بحالة خطيرة من كوفيد-19، أرسل رسالة نصية إلى صديقته لحثها على أخذ اللقاح، قائلًا لها: «أتمنى لو أنني أخذته»، بينما أفادت مجلة سلايت بالمثل أن مضيفًا إذاعيًا آخر، والذي «أعرب في وقت سابق عن شكوكه بشأن لقاح كوفيد-19» قد «غير رأيه وحث أصدقاءه وأفراد أسرته على أخذ اللقاح من سريره في المستشفى». ذكرت صحيفة نيويورك تايمز أن والد أحد هؤلاء الضحايا أصبح من أشد المؤيدين للتلقيح. أُبلغ عن ذلك أيضًا في المجلة الطبية البريطانية في أكتوبر عام 2021، في مقال جاء فيه أنه «كان لدى بعض الأشخاص الذين أُدخلوا إلى المستشفى في حالة فشل تنفسي حاد بسبب ذات الرئة المرافق لكوفيد-19 والذين ماتوا لاحقًا، معتقدات مناهضة للقاحات بشدة. وبعد أن أصبح بعضهم في حالة حرجة، غيّروا رأيهم وشاركوا قصصهم على وسائل التواصل الاجتماعي كتحذير».